# Lilian Cid
Lilian Cid Escalona (Puerto Padre, 1986) Es una periodista deportiva especializada en temas de atletismo. Coautora del Libro biográfico Yipsi Moreno: "La Furia de Agramonte" que relata la carrera de la ex lanzadora de martillo cubana Yipsi Moreno, ganadora de tres títulos mundiales y el título olímpico en Pekín 2008.

## Biografía
Desde temprana edad, Lilian Cid mostró interés por el deporte, practicando disciplinas como voleibol, balonmano, lanzamiento de jabalina y fútbol sala. Durante su etapa universitaria, participó activamente en los Juegos Mella.
Se graduó como Ingeniera en Ciencias Informáticas en la Universidad de Ciencias Informáticas (UCI) en La Habana en 2009. Paralelamente desarrolló una carrera en el periodismo deportivo, cursando estudios de posgrado en el Instituto Internacional de Periodismo José Martí, incluyendo el Postgrado Internacional de Periodismo Deportivo y el Diplomado de Periodismo Hipermedia. 
Tras su graduación, trabajó durante nueve años como docente en la UCI. En 2011, fundó el blog Deporcuba, que con el tiempo se convirtió en un sitio web especializado en atletismo cubano, donde se desempeña como directora editorial. También ha colaborado con diversos medios de prensa y comunicación tanto dentro como fuera de la isla, y participa como analista deportiva en programas de Cubavision Internacional y Tele Rebelde. 
En 2023 se convirtió en la primera mujer en participar en el Torneo Nacional de Softbol de la Prensa en Cuba, representando a la provincia de Las Tunas. 

### Publicaciones
Lilian Cid es coautora, junto a Andy Bermellón Campos, del libro "Yipsi Moreno. La furia de Agramonte", una biografía de la lanzadora de martillo cubana Yipsi Moreno.